# Unguentum

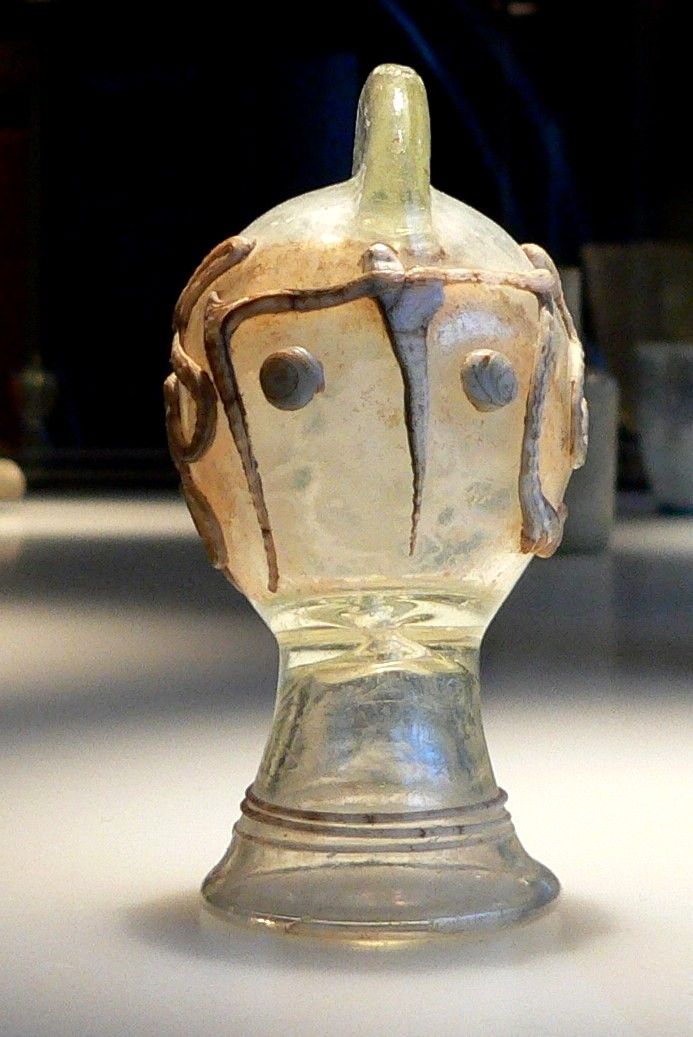
Unguentarium in Form eines Gladiatorenhelms (Römisch-Germanisches Museum, Köln).

Unguentum ist die lateinische Bezeichnung für Salbe, Salböl und Balsam.

## Herstellung
Aus der Antike und dem Mittelalter sind zahlreiche Rezepturen für die Herstellung von Salben überliefert. Grundlage ist häufig Olivenöl, aber auch andere Öle wie das der Behennuss oder Mandelöl fanden Verwendung. Zu diesen konnten sowohl Duftstoffe wie auch Mittel zur Konservierung und färbende Mittel (etwa Grünspan) hinzugefügt werden.

## Verwendung
Die Verwendungsmöglichkeiten für Salböle und Salben sind vielschichtig, sie konnten sowohl zu kosmetischen Zwecken bei der Körperpflege wie auch als Heilmittel bei Krankheiten und Wunden gebraucht werden. Doch auch zu anderen Gelegenheiten wurden Salben gereicht, so beschreibt Petron in der satirischen Darstellung des Gastmahl des Trimalchio (Satyricon 60), wie bei einer Mahlzeit Flaschen mit wohlriechenden Essenzen von der Decke heruntergelassen werden.

## Funde
In archäologischen Fundzusammenhängen sind fast immer nur die Salbbehälter, etwa Unguentarien oder Aryballoi erhalten. Reste des Inhaltes sind verhältnismäßig selten, sie haben sich optisch und chemisch stark verändert. Analysen solcher Inhaltsreste zeigen mehrfach Übereinstimmungen mit Pflanzenöl.